# النجوع (فرشوط)
قرية النجوع هي إحدى القرى التابعة لمركز فرشوط في محافظة قنا في جمهورية مصر العربية. حسب إحصاءات سنة 2006، بلغ إجمالي السكان في النجوع 10067 نسمة، منهم 5080 رجل و4987 امرأة.